# Isabella av Mar
Isabella av Mar, född 1277, död 1296, var en skotsk adelskvinna, gift med kung Robert I av Skottland.  Hon var aldrig drottning eftersom hon avled tio år innan maken blev kung. 
Äktenskapet arrangerades som en form av politisk diplomati mellan de skotska klanerna under striderna om den skotska tronen. Bruden hade också en stor hemgift. Bröllopet ägde rum 1295 eller 1296. Isabella avled efter födelsen av parets enda barn, Marjorie Bruce. Väldigt lite är känt om Isabella som person, även om äktenskapet var politiskt betydelsefullt. Enligt legenden ska Isabella och Robert ha varit djupt förälskade, vilket anges som skäl till varför han inte gifte om sig förrän sex år efter hennes död. 